# Сент Фоа ле Лион
Сент Фоа ле Лион (фр. Sainte-Foy-lès-Lyon) град је у Француској, у департману Рона.
По подацима из 1999. године број становника у месту је био 21.193.

## Демографија
| 1962. | 1968.  | 1975.  | 1982.  | 1990.  | 1999.  | 2011.  |
| ----- | ------ | ------ | ------ | ------ | ------ | ------ |
| 9.592 | 16.583 | 21.698 | 21.521 | 21.450 | 21.193 | 21.585 |

## Партнерски градови
- Краљево
- Лимбург на Лани
- Lichfield